# Leptacis yercaudensis
Leptacis yercaudensis är en stekelart som beskrevs av Durgadas Mukerjee 1981. Leptacis yercaudensis ingår i släktet Leptacis och familjen gallmyggesteklar. Inga underarter finns listade i Catalogue of Life.